# Косагов Григорій Іванович
Косагов Григорій Іванович (р. н. і р. с. невід.) — військовий діяч  Московського царства 2-ї половини 17 ст., воєвода, генерал.

## Біографія
У середині 1661 був відправлений до України для допомоги запорожцям Івана Брюховецького в їхній боротьбі з татарами, що діяли спільно із гетьманом Юрієм Хмельницьким.
Навесні 1663 Косагов, як стряпчий і полковник очолював московських стрільців та донських козаків, відправлених на Чортомлицьку Січ для боротьби з козаками гетьмана Павла Тетері, кримськими й ногайськими татарами. Наприкінці 1663 — на початку 1664 спільно з кошовим отаманом Іваном Сірком ходив у похід на фортецю Перекоп. 
За антипольського правобережного повстання 1664—1665 разом із запорожцями Івана Сірка та Сашка Туровця допомагав повсталим на Брацлавщині й Канівщині. 17–21 квітня 1664 успішно обороняв від коронних військ Стефана Чарнецького містечкоко Бужин (нині у складі с. Тіньки Чигиринського району Черкаської обл.), згодом — містечко Сміла, а згодом Медвин.
Від березня 1665 як стольник очолював залогу Кодацької фортеці. Навесні 1666 року в умовах посилення антимосковських настроїв на Запорожжі був змушений спішно відступити з Кодака, залишивши частину припасів і продовольства.
1670 спільно з українськими полками гетьмана Дем'яна Многогрішного брав участь у поході проти прибічників Степана Разіна (Разіна Фрола похід 1670), конфліктував зі старшинами з оточення гетьмана.
У ранзі генерала та на посаді коменданта Кам'яного Затону Косагов керував діями частини московського війська і запорожців під час Кримського походу 1687 (див. Кримські походи 1687 і 1689).
1688 року Косагова відправлено на допомогу гетьманові Іванові Мазепі для будівництва фортець над річкою Самара та проведення воєнних операцій проти татар.
Деякий час виконував обов'язки коменданта новозбудованої Богородицької фортеці (колишнє місто Самарь, тепер селище Шевченко на північному сході Дніпра).